# Talg (dierlijk)

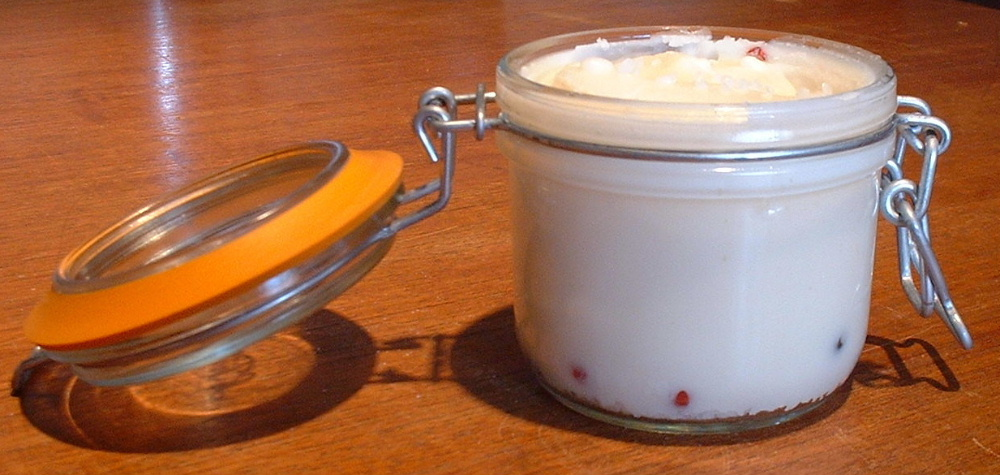
Rundertalg in een pot

Talg is het vet van schapen en runderen.
Met name rundvet is een veelgebruikte grondstof voor de productie van zeep en stearine of voor extractie van bijvoorbeeld glycerol. Vanwege het hoge smeltpunt is talg in de keuken minder geschikt. Een uitzondering is niervet dat een lager smeltpunt heeft en in de Engelse en Amerikaanse keuken wel als zodanig gebruikt wordt. In gezuiverde vorm wordt talg, als ossewit, wel gebruikt als frituurvet. De zuivering bevordert ook de houdbaarheid. Talg zelf moet gekoeld worden.
Vroeger werd talg gebruikt als grondstof voor kaarsen en vetkrijt.